# Nevin Harrison
Nevin Harrison, född 2 juni 2002, är en amerikansk kanotist.

## Karriär
Harrison har bland annat tagit VM-guld i C-1 200 meter vid VM 2019. Vid sommar-OS 2020 tog hon guld på samma distans, och 2022 tog hon sitt andra VM-guld på samma distans.